# Lerbo kyrka
Lerbo kyrka, är en kyrkobyggnad i Lerbo i Strängnäs stift. Den är församlingskyrka i Katrineholmsbygdens församling.

## Kyrkobyggnaden
Lerbo nuvarande kyrka byggdes år 1767 efter att den medeltida kyrka som funnits på platsen rivits. Delar av den norra muren sparades och är nu inbyggda i den nuvarande kyrkan. Den gamla kyrkan finns avritad på en teckning av Johan Peringskiöld 1686 och visar ett mycket långt kyrkorum och väggar stöttade av kraftiga strävpelare.
Kyrkan byggdes om under 1800-talet och fick en takryttare. Västgaveln markerades då som huvudfasad genom utsmyckningar i sten. Klockstapeln, ett för Sörmland unikt runt torn, ritades av överstelöjtnant Fredrik Wilhelm Hoppe och byggdes 1776 på den plats där Lerbo tingsstuga tidigare stått. Av tornets tre klockor är mellanklockan från 1280-talet. Den största väger ca 1000 kg och är från 1501. Den minsta klockan är gjuten i Stockholm 1773.

## Inventarier
Kyrkans äldsta inventarium är dopfunten i sandsten från 1100-talet. Den står under en tavla som 1943 målades av Ernst Söderberg. År 1840 målades altartavlan av den självlärde G A Engman som varit kammartjänare på Claestorps slott. Motivet är Kristi uppståndelse. Predikstolen tillverkades 1783 vid Stäringe gård och skänktes till kyrkan av landshövdingen Gabriel Falkenberg på Lagmansö. På orgelläktaren finns uppbådsfanan från 1710, "Lerbo kompagnijs phana".

## Silver[1]
Kyrkans kalk och patén av förgyllt silver är tillvarkat av guldsmeden Johan Jacob Ulfsberg i Nyköping 1800. En liten kalk i silver är tillverkad av Bertil Witt, guldsmedsmästare i Mariefred 1799–1805. En päronformad vinkanna pryds av ätterna Berendes och Kurcks vapen och årtalet 1652, samt Johan Berendes och ingeborg Kurcks initialer. Ett oblatskrin i silver pryds av årtalet 1657 samt initialerna IS och MB under en friherrlig krona, syftande på Johan Sparre (1630–1659) och Märta Berendes (1639–1717). Skrinet är tillverkat av Henning Petri, guldsmedsmästare i Nyköping 1657–1703. En dopskål i silver är tillverkad 1823 av Johan Fredric Björkstedt i Stockholm. Vidare finns en brudkrona i silver och tre silverkedjor. Brudkronan inköptes 1666 och är tillverkad av Henning Petri i Nyköping.

## Ljusredskap[1]
Den östligaste av mässingsljuskronorna skänktes till kyrkan 1893 av "Lerbo kvinnoförening". Den därnäst skänktes till kyrkan av änkan Karin Andersdotter och hennes son Sven Andersson 1767. Därnäst kommer en ovanlig åttaarmad ljuskrona prydd av jupiter ridande på en örn. Den är troligen identisk med en krona som omtalas i en inventerieförteckning vid mitten av 1600-talet. Nummer fyra är säkerligen identisk med den som enligt räkenskaperna 1700 skänktes av "salig Anders Frigels arvingar" och uppsattes "bak i kyrkan i den gamla järnkronans ställe". Den omtalades järnkronan är troligen identiskt med den ännu bevarade som hänger bakom orgeln. Framför orgeln hänger även en kristallkrona i empirestil.
Över ingångarna till sakristian sitter två ljusarmar i mässing från omkring 1660. Kyrkan har även två profilerade ljusstakar i malm från omkring 1600 och två stakar i pressad mässing med vridet skaf och blomsterornering från omkring 1700. Den gjutna mässingsstaken på predikstolstrappans balustrad härrör från första hälften av 1600-talet. I sakristian står en rektangulär ljussbricka för tre ljus med årtalet 1658 och en trearmad ljustake i pressad mässing, märkt "ISRAEL ISRAEL SON ANNO 1685".

## Orgel
Kyrkan fick sin första orgel 1855. Dess fasad är alltjämt bevarad. Nuvarande orgel med 11 stämmor, 2 manualer och pedal, byggdes 1929 av Alfred Fehrling, Stockholm. Den renoverades senast 2006.

## Series Pastorum
År 1602-1892 tjänstgjorde följande kyrkoherdar i församlingen:
- Olaus Nicolai, död 1602
- Olaus Svenonis Nericius, 1604–1633
- Canutus Petri Ström Wessmannus, 1635-1664
- Ericus Istraelis Tellerus, 1666-1699.[3]
- Johan Strengnaelius, 1701-1705.
- Zacharias Brolenius, 1706-1725.
- Olaus Strand, 1726-1749
- Erik Walmstedt, 1752-1767
- Johan Runström, 1769-1773
- Martin Wahlberg, 1775-1810
- Albrect Julius Segerstedt, 1812-1815
- Gust. Adolph Hallman, 1816
- Joh. Stenmark, 18??-1846
- C. A. Lagerqvist, 1848-1880
- Johan Wilhelm Richard Stenbeck, 1883-1891
- Henning Eugéne Pettersson, 1891-1892

## Bildgalleri

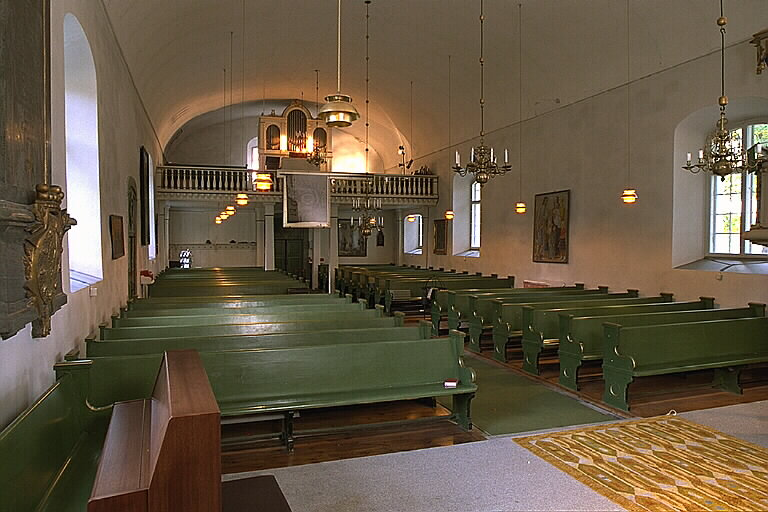
Kyrkorum mot orgelläktare
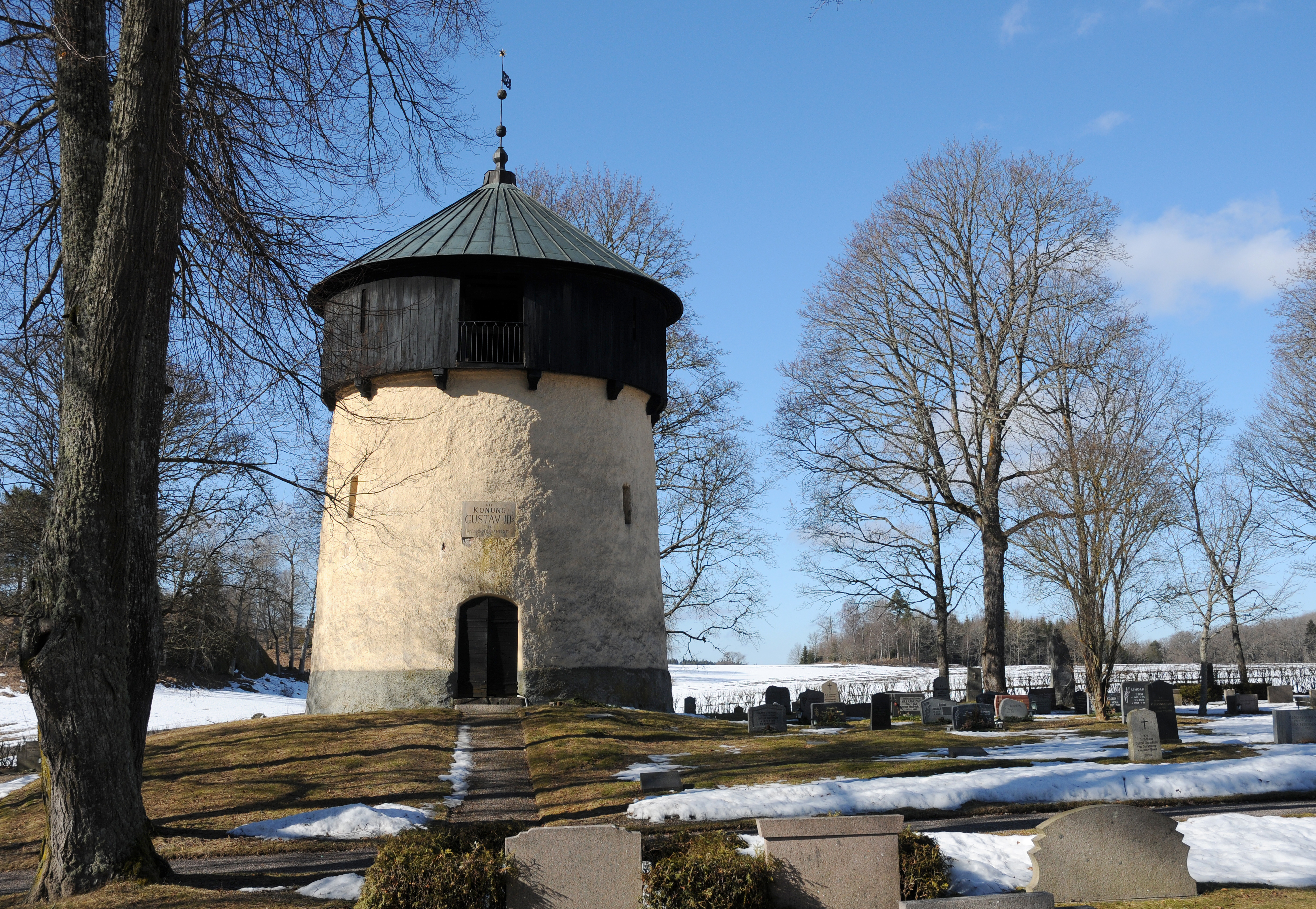
Kyrkans kastelliknande klocktorn som byggdes 1776
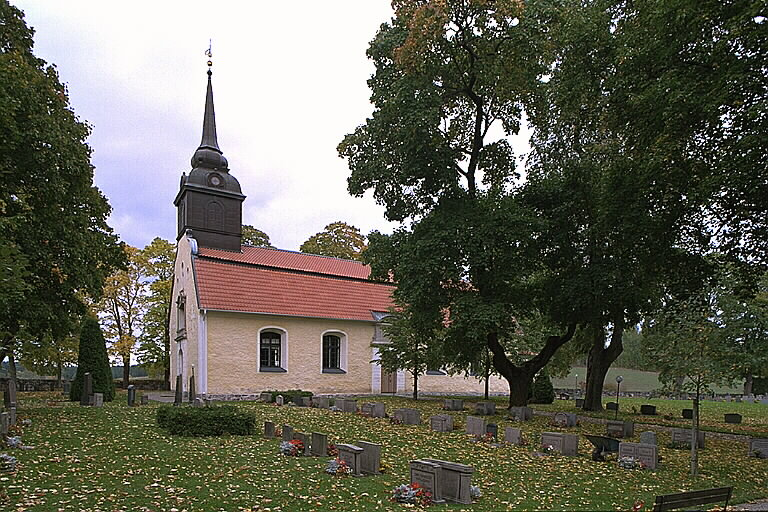
Kyrkan från söder
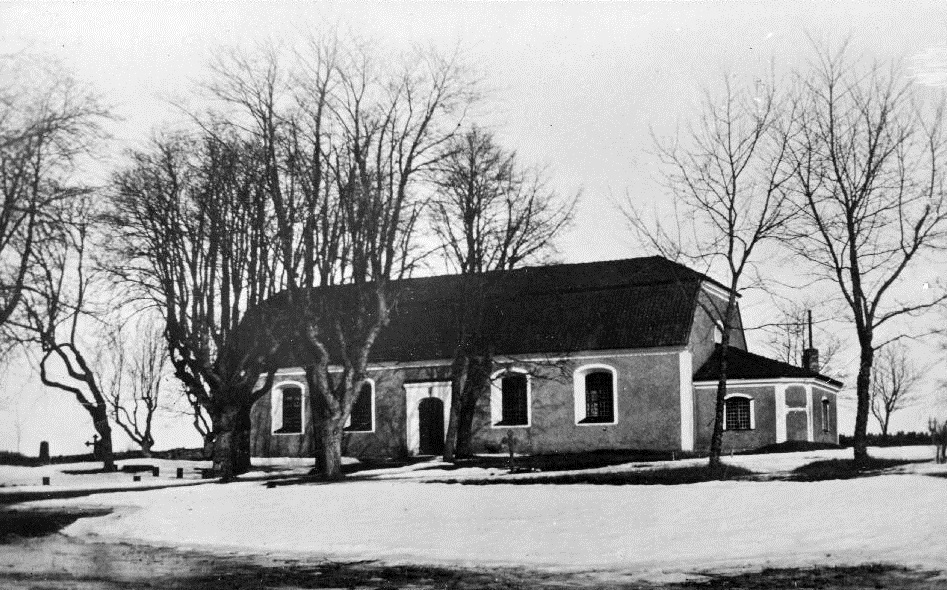
Kyrkan innan takryttaren tillkom 1893